# Одиночка (фильм, 2015)
«Одиночка» (там. தனி ஒருவன், Thani Oruvan) — индийский художественный фильм на тамильском языке с элементами драмы, триллера и боевика, премьера которого в Индии состоялась 28 августа 2015 года.

## Сюжет
Партийный лидер, приехавший в целях агитации решает оказать внимание самому преданному стороннику, коим оказывается некий Сенгальвараян. В этот момент у жены Сенгальвараяна начинаются схватки, и партийный лидер приказывает своему шоферу отвезти её в больницу, однако женщина рожает сына до того, как они успевают туда добраться. Когда сыну Сенгальвараяна исполняется пятнадцать лет, отец берёт его с собой на встречу с партийным лидером, чтобы получить его благословение. В то время пока они ждут в коридоре, между лидером и другим членом партии происходит ссора, в результате которой последний лишается жизни. Лидер в страхе просит Сенгальвараяна взять вину на себя, обещая позаботиться о его сыне. Но юноша говорит, что в убийстве признается он, в обмен на депутатский мандат для его отца, который выиграв на выборах сможет освободить его по амнистии.
Спустя 15 лет стажеры Индийской полицейской службы (IPS) офицеры Митран, Шакти, Сурай, Катиреан и Джанардхан «Яна» незаметно помогают полиции поймать банду, похитившую четырех девушек. Об их деятельности знает Махима, влюблённая в Митрана.
Однажды ночью они становятся свидетелями убийства человека по имени Рамар, который являлся общественным активистом, под предлогом кражи ожерелья. Друзья ловят банду и их лидера и передают их полиции. Однако, через четыре дня лидер банды приходит в штаб-квартиру IPS в свите министра внутренних дел. Связь политиков и организованной преступности становится шоком для друзей Митрана. Митран приводит их к себе домой и показывает результаты своего расследования, обнаружившего связь нескольких небольших несвязанных инцидентов со скрытой сетью политиков, промышленников и преступников, которые нарушают закон ради своих финансовых выгод. Он выделяет трех видных олигархов (фармацевтический магнат, минеральный магнат и криминальный босс), чтобы определить кто из них опасней для общества. Когда он пытается проследить за ними, то понимает, что все трое работают как группа на богатого и влиятельного учёного Сиддхарта Абхиманью.
После завершения обучения Митран награждается медалями за успехи в борьбе с организованной преступностью во время обучения, а поскольку он является лучшим выпускником курса и получает работу в качестве ASP подразделения по борьбе с организованной преступностью.
Сиддхарт оказывается сыном Сангалвараяна, который после освобождения сменил имя и покинул страну, чтобы получить образование за границей. Затем он вернулся в Индию и стал состоявшимся учёным. Сиддхарт использует медицину для получения прибыли. Его отец Сенгалвараян в настоящее время является действующим министром здравоохранения и социального обеспечения.
Анжелина, владелец и активист швейцарской фармацевтической компании, пытается сделать лекарственные средства доступными для бедных людей Индии. Убийца, нанятый Сиддхартом, убивает её, прежде чем она смогла подписать соглашение с правительством, а также ранит Митрана. Пока он восстанавливается после ранения в больнице, ему имплантируется электронное устройство слежения (GPS + аудио передатчик). Через него Сиддхарт узнает все планы Митрана и постоянно контролирует его местонахождение.
Свидетельствовать против Сиддхарта к Митрану приходит Манимекалай, которая была ученым в его исследовательской лаборатории и обнаружила водоросли, которые могут вылечить диабет. Сиддхарт пытался продать технологию и права на извлечение медикаментов из морских водорослей многонациональным фармацевтическим компаниям, но Манимекалай выступила против. Узнав об том, Сиддхарт нанимает головорезов и убивает её. Но перед смерть, она записывает видео с показаниями и сохраняет его на карте памяти. Прежде чем Митран находит карточку, Сиддхарт  посылает за ней Вики. Яна, посланный Митраном, отбирает карту у Вики, но Сиддхарт узнаёт об это и жестоко убивает Яну. Митран возвращается в свой дом и обнаруживает, что передвинутую кнопку на фотографии подружки Сиддхарта. Махима сверяет отпечатки на кнопке с теми, что Сиддхарт оставил на пистолете Митрана, когда вручал его на церемонии выпуска. Флэшбэк показывает, что заинтересовавшись Ананьей на конкурсе «Мисс Мира», Сиддхарт приказал убить её отца, чтобы, узнав о его смерти, она отказалась от участия и согласилась на его предложение отвезти её в родной город не его личном самолёте.
Митран понимает, что Сиддхарт всё это время следил за ним, и решает найти устройство слежения с помощью специальной аппаратуры. Однако из-за того, что устройство находится в нём самом аппаратура подаёт сигнал без перерыва, что приводит Митрана в бешенство в результате чего он громит свой дом и отбрасывает бесполезный сканер. Махима приходит его утешить и Митран решает открыть ей, что у него тоже есть к ней чувства. Это слышит Сиддхарт и приказывает убить девушку, как только Митран признается ей в любви. Пока Махима ходит за угощением, Митран решает убрать аппаратуру и понимает, где на самом деле был «жучок». Догадавшись о планах своего врага на счёт Махимы, он грубит ей, когда она возвращается, что предотвращает её убийство.
Удалив устройство слежения, Митран захватывает Вики и выбивает из него всю информацию о планах. Доказав Ананье, что Сиддхарт был виновен в смерти её отца, он заручается её поддержкой. Подмена доклада Сенгальвараяна приводит к тому, что он оглашает перед правительством многочисленные обвинения против компании своего сына. Чтобы уменьшить ущерб, Сиддхарт приказывает отцу притвориться, что у него прихватило сердце и отправиться в больницу. Правящая партия вынуждает Сенгальвараяна либо уйти в отставку в течение дня, либо угрожает исключить его с позором. Митран получает разрешение на арест Сиддхарта. Но Сиддхарт убивает своего отца с помощью своих головорезов, что вынуждает лидера партии прекратить действия против него или он будет лгать, что лидер убил его отца из личной мести. Однако на следующий день на похоронах Митран арестовывает его.
Когда Сиддхарт арестован, Митран говорит ему, что лекарство от диабета было запатентовано на имя Манимекалай, несмотря на то, что Сидхарт был изобретателем. Также выясняется, что Сенгальвараян всё ещё жив, а общественные похороны были для Яны. Митран предлагает врагу сделку, заключающуюся в том, он спасет жизнь Сиддхарта за информацию и доказательства всех его преступных действий, дав ему пуленепробиваемый жилет, чтобы подделать его смерть во время его перевозки в суд.
К удивлению Митрана, Сиддхарт не надевает жилет и смертельно ранен выстрелом. Перед смертью он говорит Митрану, что он спрятал все доказательства на SD-карте в пуленепробиваемом жилете, добавив, что он сделал это не для нации, а потому, что Митран попросил об этом.

## В ролях
- Джаям Рави — Митран, помощник инспектора полиции города Ченнаи
- Наянтара — Махима, начинающий офицер, возлюбленная Митрана
- Арвинд Свами — доктор Сиддхарт Абиманью, он же Пажани Сенгалвараян, антагонист
- Вамси Кришна — Вики, приспешник Сиддхарта
- Ганеш Венкатраман — Шакти, помощник Митрана
- Хариш Утхаман — Сурадж, помощник Митрана
- Шричаран — Катхиресан, помощник Митрана
- Рахул Мадхав — Джанардан, помощник Митрана
- Нассер — министр штата
- Тамби Рамайя — Сенгалвараян, министр здравоохранения, отец Сиддхарта
- Мастер Рей Пол — юный Пажани Сенгалвараян
- Джайяпракаш — отец Махимы
- Нагиниду — Ашок Пандиан, глава медицинской банды
- Мадхусудан Рао — Перувал Свами, местный бандит
- Сайджу Куруп — Чарльз Челладурай
- Мугдха Годсе — Шилпа, любовница Сидхарта
- Абхиная — Манимекалай, дочь Сиддхарта

## Производство
В феврале 2013 года Мохан Раджа решил стать режиссёром фильма его брата Джаяма Рави, производящимся под баннером AGS Entertainment, и работал над сценарием в течение 6 месяцев. В отличие от его предыдущих фильмов, которые в основном были ремейками, для этого он решил разработать концепцию для оригинального сценария. На главную женскую роль была выбрана Наянтара.
Съёмки начались 6 декабря 2013 года без официального названия, которое фильм получил только через год. Съёмки проходили в Ченнаи на Бинну Миллс, где снимали сцену-флэшбэк. Романтическую сцену на вокзале снимали в Бангалоре в январе 2014 года, Вандалуре и Хайдерабаде. В июне 2014 года появились сообщения, что на роль антагониста претендовали Арья, Ирффан Хан, Арджун Рампал, Арджун Сарджа, Судип, Р. Мадхаван и Арвинд Свами, но только Арвинд согласился на роль. Ранее он никогда не играл отрицательные роли.

## Саундтрек
Две песни исполнили два ведущих актёра, «Theemai Dhaan Vellum» — Арвинд Свами, а вторую песню «Aasai Peraasai» — Джаям Рави
Вся музыка написана Хип-хоп Тамизом.
| №  | Название                                       | Исполнители                 | Длительность |
| -- | ---------------------------------------------- | --------------------------- | ------------ |
| 1. | «Thani Oruvan (The Power of One)»              | Бобо Шаши, Хип-хоп Тамиз    | 3:49         |
| 2. | «Kannala Kannala (The Melting Point of Love)»  | Каушик Криш, Падмалатха     | 3:35         |
| 3. | «Kadhal Cricket (Love Not Out)»                | Кхаресма Равичандран        | 3:33         |
| 4. | «Theemai Dhaan Vellum (Awakening the Monster)» | Арвинд Свами, Хип-хоп Тамиз | 3:32         |
| 5. | «Aasai Peraasai (The Greedy Good)»             | Джаям Рави                  | 2:35         |

## Ремейки
На данный момент фильм был переснят на двух языках. Dhruva на телугу вышел через год после релиза оригинала, и Арвинд Свами повторил в нём свою роль. Другой ремейк — One на бенгальском языке, где вместо Арвинда сыграл Просенджит Чаттерджи. Оба фильма имели коммерческий успех. Сейчас планируется снять фильм на хинди, где по предварительным данным снимутся Салман Хан и Арвинд Свами, который возможно повторит роль злодея и впервые сыграет роль антагониста в Болливуде, а роль главной героини исполнит Паринити Чопра. Также планируют снять версию фильма на маратхи.